# Đorđe Lazić
Đorđe Lazić (em sérvio: Ђорђе Лазић; Belgrado, 18 de junho de 1983) é um futebolista profissional sérvio que joga como meio-campo. Atualmente, está sem clube.

## Carreira
Lazić começou a carreira no Budućnost Valjevo. Depois passou pelo Sloboda Sevojno, Mladost, Partizan, Metalurh Donetsk e no Stal Kamyanske. Estava no Xanthi FC desde 2016.

## Títulos
Partizan
- Superliga Sérvia: 2007–08
- Copa da Sérvia: 2007–08